# Stonewall (Luisiana)
Stonewall es un pueblo ubicado en la parroquia de De Soto en el estado estadounidense de Luisiana. En el Censo de 2010 tenía una población de 1814 habitantes y una densidad poblacional de 92,23 personas por km².

## Geografía
Stonewall se encuentra ubicado en las coordenadas 32°15′49″N 93°49′2″O / 32.26361, -93.81722. Según la Oficina del Censo de los Estados Unidos, Stonewall tiene una superficie total de 19.67 km², de la cual 19.39 km² corresponden a tierra firme y (1.41%) 0.28 km² es agua.

## Demografía
Según el censo de 2010, había 1814 personas residiendo en Stonewall. La densidad de población era de 92,23 hab./km². De los 1814 habitantes, Stonewall estaba compuesto por el 89.97% blancos, el 7.33% eran afroamericanos, el 1.1% eran amerindios, el 0.28% eran asiáticos, el 0% eran isleños del Pacífico, el 0.39% eran de otras razas y el 0.94% pertenecían a dos o más razas. Del total de la población el 1.76% eran hispanos o latinos de cualquier raza.